# Karl Ernst Tielebier-Langenscheidt
Karl Ernst Tielebier-Langenscheidt (* 27. Juli 1921 in Berlin) ist ein ehemaliger deutscher Verleger.

## Leben
Tielebier-Langenscheidt, ein Urenkel des Verlagsgründers Gustav Langenscheidt, trat 1948 in den Langenscheidt Verlag ein. 1951 wurde er persönlich haftender Gesellschafter und 1952 Nachfolger seines Großvaters Carl Langenscheidt. Unter Tielebier-Langenscheidts Ägide wurde die Langenscheidt KG um die Sparten Reise und Elektronische Medien erweitert. Mit der Beteiligung am Verlag Bibliographisches Institut und F.A. Brockhaus AG (1988) legte der Verleger und Geschäftsführende Gesellschafter der Langenscheidt KG in Berlin und München den Grundstein für die Expansion der Langenscheidt Verlagsgruppe in den Bereichen Wissen und Deutsche Sprache. 1981 holte Tielebier-Langenscheidt seinen älteren Sohn Andreas Langenscheidt (* 1952) ins Unternehmen, der 1990 geschäftsführender und persönlich haftender Gesellschafter sowie sein Nachfolger wurde. Sein jüngerer Sohn Florian Langenscheidt (* 1955) zog sich 1994 freiwillig aus der operativen Geschäftsführung der Langenscheidt-Verlagsgruppe zurück, war jedoch zunächst weiterhin als Kommanditist an der Langenscheidt Verlagsgruppe beteiligt. Anfang 2013 wurde der Verlag an die Günther Holding GmbH veräußert.
Karl-Ernst Tielebier-Langenscheidt ist evangelisch, Rotarier, hatte 1951 Renate Bolte geheiratet und hat drei Kinder.

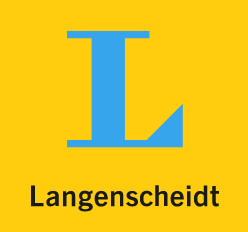
Das blaue L auf gelbem Grund

Er erfand das vom Verlag verwendete blaue L auf gelbem Grund.

## Auszeichnungen
2007: Ritter des Ordre des Arts et des Lettres